# Villarreal de San Carlos
Villarreal de San Carlos  es una localidad española del municipio de Serradilla, perteneciente a la provincia de Cáceres, en la comunidad autónoma de Extremadura.

## Historia
Fue fundada entre 1758 y 1788 por Carlos III como guarnición fija para vigilar la zona de Monfragüe, asolada en aquellas fechas por el bandolerismo. Los asaltos entre el puente del Cardenal y el puerto de la Serrana eran muy frecuentes. Creó una casa cuartel, casa curato, iglesia y escuela. Le dotó con fuentes de agua para abastecimiento de los vecinos. Nunca llegó a tener una gran cantidad de vecinos, por ello se quedó como una pedanía de Serradilla. El gentilicio se deriva de la finca donde se ubica la pedanía que se denomina Lugar Nuevo.
A la caída del Antiguo Régimen la localidad se constituyó en municipio constitucional en la región de Extremadura, desde 1834 quedó integrado en el partido judicial de Plasencia.
A mediados del siglo XIX, la villa tenía contabilizada una población de 33 habitantes. Aparece descrita en el decimosexto volumen del Diccionario geográfico-estadístico-histórico de España y sus posesiones de Ultramar de Pascual Madoz de la siguiente manera:

VILLARREAL DE SAN CARLOS: v. que forma ayunt. con Torrejon el Rubio, en la prov. de Cáceres, part. jud. de Plasencia. sit. á la bajada del puerto de la Serrana, sobre la márg. der del Tajo. Tiene 9 casas; un meson é igl. parr. (Ntra. Sra. del Socorro): hay una hermosa fuente para el surtido del pueblo. Confina el térm. al N. con el de Malpartida de Plasencia; E. Serrejon; S. Torrejon; O. Serradilla, estendiéndose 3/4 leg. próximamente, en terreno sumamente escabroso, cubierto de jaras y maleza. Le baña el Tajo á 1/4 leg., en cuyo punto se halla el famoso puente del Cardenal, cuyo derecho de pontazgo está adjudicado á la empresa de reedificacion del puente de Almaraz. caminos: el de Trujillo á Plasencia. prod.: algun vino y escasos cereales; se mantiene ganado cabrio y se cria mucha caza de todas clases. pobl.: 10 vec., 33 alm. No paga contr. por privilegio concedido al tiempo de su fundacion á fines del siglo pasado, con motivo de la frecuencia de malhechores en aquellos sitios.
(Madoz, 1850, p. 276)

En los años 1960 con la construcción de los pantanos Tajo-Tiétar sí tenía una gran cantidad de habitantes, pero al finalizar las obras quedaron unas pocas familias. Por los años 1970 sólo quedaron 4 familias en el pueblo, de las cuales se mantienen los descendientes. En 1979 por motivos ecologistas se creó el parque natural de Monfragüe, que desde 2007 es parque nacional, dando lugar a gran afluencia de turistas ornitológicos. Es el único núcleo urbano dentro de los límites del parque y con la reciente creación de parque nacional se esperan unas condiciones de mejora en las infraestructuras y comodidades para los visitantes y sobre todo los vecinos.

## Demografía
Sus datos de población han sido los siguientes:
- 2002: 38 habitantes
- 2005: 21 habitantes
- 2008: 23 habitantes
- 2011: 14 habitantes
- 2014: 13 habitantes
- 2015: 15 habitantes

2019: 11 habitantes, 7 mujeres/4 hombres

## Patrimonio

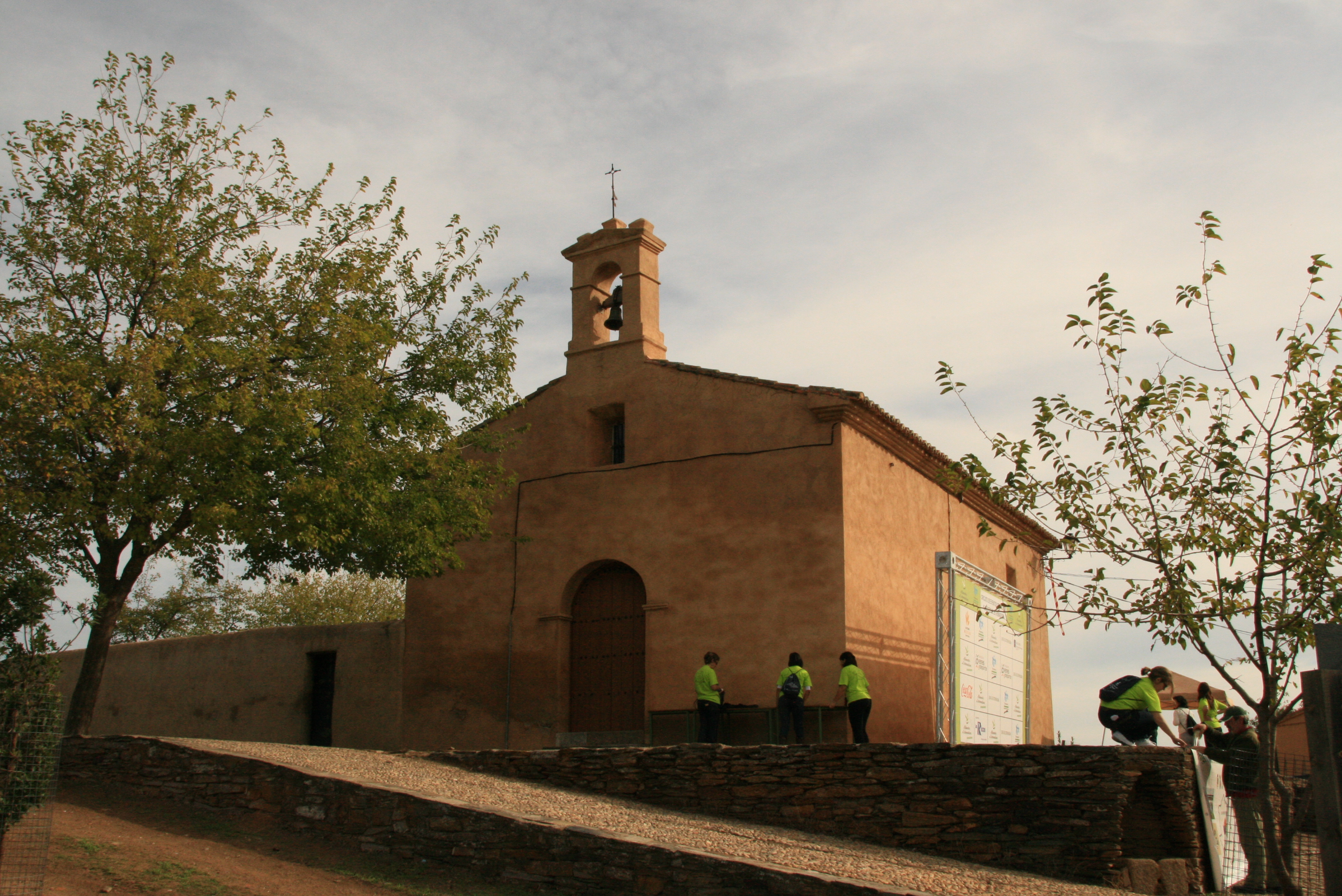
Ermita de Nuestra Señora del Socorro

Iglesia parroquial católica bajo la advocación de Nuestra Señora del Socorro, en la Archidiócesis de Mérida-Badajoz, Diócesis de Plasencia, arciprestazgo de Mirabel.